# Štefan Anián Jedlík
Štefan Anián Jedlík, maďarsky Jedlik Ányos István, latinsky Stephanus Anianus Jedlik (11. ledna 1800 Zemné – 13. prosince 1895 Győr) byl uherský fyzik.

## Původ
Jeho matka byla maďarská šlechtična a otec Slovák. Podle Jána Tibenského: …přestože vyrůstal v maďarském prostředí a maďarsky i cítil, po svých předcích byl nesporně slovenského původu, narodil se na Slovensku (v Zemném u Nových Zámků), navíc začas účinkoval v Bratislavě,… 

## Život
Štefan Anián Jedlík absolvoval gymnaziální studia v Trnavě (1810–1813) a Bratislavě (1814–1817) a po vstupu do benediktinského řádu (1817) pokračoval ve studiích na řádovém lyceu v Győru (1817–1820) a v Pannonhalmě (1820–1822, 1823–1825), kde studoval teologii. Mezitím v roce 1822 získal doktorát filozofie na Pešťské univerzitě a ve školním roce 1822/1823 vyučoval na benediktinském gymnáziu v Győru. V roce 1825 ho vysvětili za kněze, celý svůj aktivní život však působil jako profesor fyziky:
- 1825–1831 na řádovém lyceu v Győru
- 1831–1840 na královské akademii v Bratislavě
- 1840–1878 na Pešťské univerzitě.

Po svém odchodu na důchod žil v řádovém domě benediktinů v Győru. V letech 1848–1849 byl děkanem filozofické fakulty a roku 1863–1864 i rektorem univerzity. Od roku 1858 byl řádným, od 1873 čestným členem Maďarské akademie věd.
Štefan Anián Jedlík zemřel 13. prosince 1895 v Győru v Maďarsku.

## Dílo

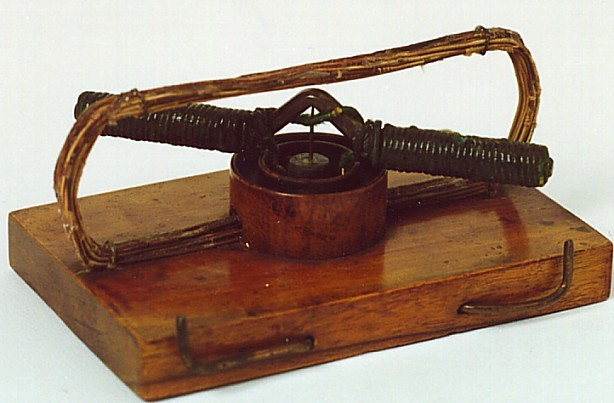
Jedlíkův elektromotor

Štefan Anián Jedlík byl vynikajícím, vědecky aktivním experimentálním fyzikem a konstruktérem přístrojů, který se svými výsledky, zejména v oblasti zkoumání elektromagnetických jevů, zařadil mezi nejvýznamnější vědce 19. století. O svých experimentech jen pramálo publikoval a většinu svých přístrojů zkonstruoval pouze jako demonstrační pomůcky, čímž jeho objevy zůstaly většinou nepovšimnuty. Maďary a Slováky je považován za vynálezce dynama a elektromotoru.
Prokazatelně již v letech 1827–1829, jako první na světě zkonstruoval model elektromotoru, ve kterém pevnou i otáčející část tvořily elektromagnety. Jeho elektromagnetický rotor byl průkopnický i použitím rtuťového komutátoru. V roce 1842 použil podobný motorek pro pohon vozíku pohybujícího se na kolejích. V roce 1861, tedy alespoň pět let před Wernerem Siemensem popsal a použil princip samobuzení na dynamu vlastní konstrukce.
Úspěšně se zabýval i konstruováním galvanických článků a akumulátorů, při kterých aplikoval několik původních konstrukčních prvků, například síťovou elektrodu. Jeho baterie leydenských lahví (později trubkových kondenzátorů vlastní konstrukce) byly přístroji na výrobu elektrických jisker extrémně velkých délek. Použil v nich zapojení (1863), jehož princip multiplikace se dodnes využívá v technice vysokého napětí.
Unikátní parametry měly i jeho přístroje na řezání optických mřížek. Jedlík zkonstruoval ještě celou řadu elektrotechnických a jiných fyzikálních přístrojů a demonstračních pomůcek. Mezi jeho rané vynálezy patřilo i zařízení na výrobu sodové vody, které se stalo základem prvního takto zaměřeného podniku v Uhersku v roce 1841 a bylo tak jediným Jedlíkovým vynálezem, který ještě během jeho života našel průmyslové uplatnění.